# Paul Herman
Paul Herman (29 de março de 1946 - 29 de março de 2022) foi um ator americano. Ele era mais conhecido por interpretar Randy na comédia dramática de David O. Russell, Silver Linings Playbook (2012) e Whispers DiTullio no épico policial de Martin Scorsese, The Irishman (2019).
Herman também interpretou personagens secundários em dois outros filmes policiais de Scorsese. Em Goodfellas, ele era The Pittsburgh Connection, e na sequência de montagem 'Back Home, Years Ago' no Scorsese's Casino, ele era um jogador que corre para a cabine telefônica para fazer a mesma aposta que Sam Rothstein (Robert De Niro ) fez.